# Eduard Kratzmann
Eduard Kratzmann (* 1847 in Prag, Kaisertum Österreich; † 1922 in Wien, Österreich) war ein österreichischer Glasmaler.

## Leben
Eduard Kratzmann war der Sohn des Malers Gustav Kratzmann.
Im Jahre 1878 wurde Kratzmann vom Kultusminister nach Budapest berufen und übernahm die Leitung des königlich-ungarischen Instituts für Glasmalerei. Am 8. Dezember 1889 wurde dort sein Sohn Ernst, der später Schriftsteller wurde, geboren. Kratzmann arbeitete für viele prominente Bauwerke nach Entwürfen zeitgenössischer Künstler.
Im Jahre 1891 wurde die Führung des Institutes vom Minister für Religion und Unterricht an Forgó & Partner übergeben und Kratzmann arbeitete bis zum Jahre 1891 in seiner eigenen Werkstätte in Budapest. Dann ging er nach Wien, wo er wieder eine Werkstatt gründete. Die bisherigen Erfolge blieben ihm versagt und er verbrachte die letzten Lebensjahre in Armut.

## Werke (Glasfenster-Auswahl)

### Frühwerke
- Votivkirche in Wien
- Hauptkirche in Bratislava/Pressburg
- Hauptkirche in Cluj-NapocaI/Klausenburg
- Hauptkirche in Oradea/Großwardein
- Matthiaskirche in der Budaer Burg
- Kirchen in Pest

### Spätwerke
- Wallfahrtskirche Heiligenblut (Niederösterreich)
- Pfarrkirche Groß